# 베어섬 (남극)
베어섬(Bear Island) 또는 테니엔테곤살레스섬(Isla Teniente González)은 남극 반도에서 조금 떨어진 마거리트 만 스토닝턴 섬 서쪽에 면적 178km2의 바위섬이다.

## 같이 보기
- 남극의 영유권 주장 목록